# Automeris thyreon
Automeris thyreon är en fjärilsart som beskrevs av Dyar 1912. Automeris thyreon ingår i släktet Automeris och familjen påfågelsspinnare. Inga underarter finns listade i Catalogue of Life.